# 霍利奧克鎮區 (明尼蘇達州卡爾頓縣)
霍利奧克鎮區（英語：Holyoke Township）是位於美國明尼蘇達州卡爾頓縣的一個行政鎮區。

## 地方資料
霍利奧克鎮區的面積為98.40平方千米，當中陸地面積為98.20平方千米，而水域面積為0.20平方千米。根據2020年美國人口普查的數據，當地共有人口209人，而人口密度為每平方千米2.12人。